# Есаков, Ермолай Иванович

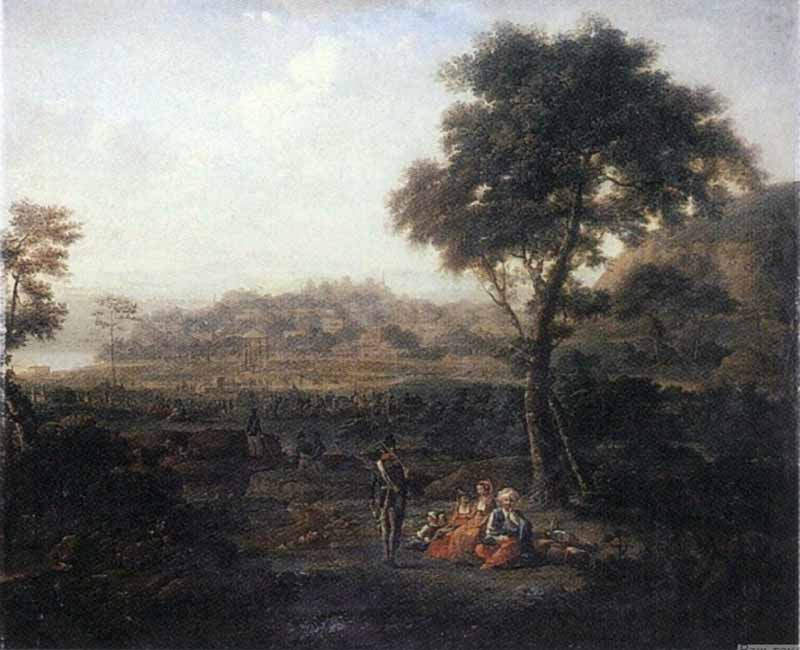
Е. И. Есаков. «Русский лагерь под Силистрией в 1810 году во время войны с Турцией»

Ермолай Иванович Есаков (1790 — 1840) — русский художник, пейзажист и баталист, академик Императорской Академии художеств.

## Биография
Сын губернского регистратора.
В 1799 году вступил в число воспитанников Императорской академии художеств, где учился в мастерской М. М. Иванова.
В 1809 году окончил академический курс. В том же году за программу «Водопад в гористых местах» получил малую золотую медаль, аттестат 1-й степени и оставлен на год пенсионером при Академии.
С 1810 года по 1824 года был домашним художником семьи Строгановых.
В 1810 году Ермолай Есаков в качестве домашнего художника сопровождал графа П. А. Строганова в Молдавию, где в то время шла война. Во время этой поездки написал картину «Русский лагерь под Силистрией», за которую в сентябре 1811 года удостоен звания академика Императорской академии художеств.